# Prince of Persia: The Lost Crown
Prince of Persia: The Lost Crown è un videogioco avventura dinamica del 2024, appartenente alla serie Prince of Persia. Il gioco è stato pubblicato a livello globale il 18 gennaio 2024 per Nintendo Switch, PlayStation 4, PlayStation 5, Microsoft Windows, Xbox One e Xbox Series X/S, il 3 dicembre 2024 su MacOS e il 14 aprile su Android e IOS

## Trama
Il regno di Persia è al collasso: dopo trent'anni di carestie e guerre sta per cedere all'invasione dell'Impero Kusana. Il peggio viene evitato dall'intervento degli Immortali, un gruppo di guerrieri dotati di forza sovrumana e poteri magici; il più giovane di essi, Sargon, pone fine alla guerra sconfiggendo il loro comandante. Al termine della battaglia, gli Immortali vengono celebrati in una grande cerimonia durante la quale la regina Thomyris investe suo figlio Ghassan del titolo di principe; al termine dei festeggiamenti, tuttavia, il principe viene rapito da Anahita, generale degli Immortali e mentore di Sargon. I guerrieri inseguono la loro ex-compagna fino al leggendario Monte Qaf, un tempo roccaforte degli dei persiani, devastato da una terribile maledizione che causa squarci nel tessuto temporale. Gli Immortali credono che Anahita voglia sacrificare Ghassan per entrare nel tempio del sacro dio-uccello Simurgh (accessibile solo con un tributo di sangue reale) per acquisirne i poteri e detronizzare Thomyris. Giunti alle rovine della Cittadella, tuttavia, un'anomalia temporale costringe gli Immortali a separarsi, e Sargon è costretto a intraprendere la missione da solo.
Nel suo percorso Sargon incontra mostri, soldati intrappolati nella Cittadella da molti secoli ed esseri misteriosi che lo aiutano nella sua missione; durante le sue esplorazioni, il giovane raccoglie alcune piume di Simurgh, che gli conferiscono alcuni poteri del dio-uccello. Dopo molte traversie, Sargon riesce a raggiungere Anahita e Ghassan, ma prima che possa sarvarlo arriva Varham, il leader degli Immortali: l'uomo uccide Ghassan, rivelandosi il vero usurpatore di Thomyris. Sargon si batte contro di lui, ma Varham si rivela in grado di usare la magia e lo sconfigge, facendolo precipitare nei sotterranei del Monte. Qui Sargon incontra un vecchio saggio di nome Alkara, il quale gli rivela l'esistenza di un modo per tornare indietro nel tempo e salvare Ghassan: per farlo occorrerà sconfiggere la dea-serpente Azdaha. Sargon si impadronisce dei poteri necessari a raggiungere la dea e, dopo una lunga battaglia, la sconfigge, ricevendo da lei in dono quattro frecce magiche per svegliare i Quattro Guardiani Celestiali a capo dei punti cardinali. Nel frattempo Varham induce con la menzogna gli altri Immortali a credere che Sargon, in combutta con Anahita, li abbia traditi; alcuni dei guerrieri, credendo Varham il legittimo erede al trono, si rivoltano contro Sargon, che è costretto a sconfiggerli e acquisire i loro poteri.
Ottenuta la benedizione dei Guardiani Celestiali, Sargon torna indietro nel tempo e impedisce a Varham di uccidere Ghassan, ma Anahita viene uccisa per proteggerlo. Vedendo che Sargon è in grado di usare i poteri di Simurgh, Varham rivela di aver raccolto a sua volta le piume del dio, ottenendone la magia più potente; i due si battono, ma quando i loro poteri entrano in contatto Sargon ha una visione del passato di Varham: egli è in realtà il figlio di Re Dario, legittimo erede al trono di Persia; suo padre era stato assassinato da Thomyris, che aveva così causato la scomparsa di Simurgh, la maledizione del Monte Qaf e il declino del Regno di Persia. Varham scappa, e Ghassan informa Sargon che il comandante è in cerca del Cuore di Simurgh, per fondersi col dio e ottenerne tutti i poteri.
Per accedere al santuario di Simurgh Sargon affronta lo spirito del re Dario, tornato in vita per difendere suo figlio; tuttavia non riesce a impedire a Varham di fondersi col Cuore di Simurgh e ottenere i poteri del dio. Sargon combatte ancora una volta contro Varham e, col favore di Simurgh, riesce finalmente a fargli comprendere di esser stato folle a desiderare i poteri di un dio: l'uomo si sacrifica dunque per resuscitare Simurgh, rompendo la maledizione che grava sulla Persia. Sargon torna a Persepoli, dove costringe Thomyris a confessare il regicidio ai suoi sudditi. Ghassan abdica, mentre Sargon scopre che Alkara era la forma assunta da Simurgh per guidarlo. Il guerriero lascia la città, mentre i restanti Immortali gli giurano di proteggere Varham, tornato con loro in forma di bambino.

### DLCThe Mask of Darkness
Mentre esplora il Monte Qaf, Sargon rintraccia una delle piume di Simurgh, ma quando la raggiunge scopre che essa è falsa e serviva a farlo finire in una trappola organizzata dall'Immortale Radjen, la cui mente è stata ormai completamente distrutta. Sargon si ritrova quindi in un'altra dimensione, oscura e piena di pericoli, che si rivelerà essere la proiezione della psiche di Radjen; spogliato di tutti i suoi poteri, per uscirne dovrà ritrovare un artefatto denominato Maschera dell'Oscurità. Con l'aiuto di Neith, il guerriero riuscirà a sconfiggere l'ex-commilitone e tornare nel mondo reale.

## Personaggi
- Sargon: è il protagonista della storia. Il più giovane tra gli Immortali, si unì a loro in tenera età, dopo esser stato adottato da Anahita; divenne in seguito uno dei guerrieri più temuti in tutta la Persia. Dotato di forza, resistenza e agilità sovrumane, è in grado di usare un potere magico che si manifesta con una forte luce blu; brandisce due spade di nome Qays e Layla, donategli da Anahita. Il suo abbigliamento ricorda quello del Principe nei livelli finali di Prince of Persia: Le sabbie del tempo.
- Varham: l'antagonista del gioco, è il comandante degli Immortali. Figlio di Re Dario e dunque legittimo principe di Persia, è in grado di volare e di usare la magia, che si manifesta con un'intensa luce rossa. Sul monte Qaf è presente anche un misterioso bambino che si rivelerà essere il Varham del passato, portato nel presente a causa della maledizione del tempo.
- Gli Immortali: un gruppo elitario formato dai migliori guerrieri del regno di Persia; ciascuno di essi brandisce un'arma diversa ed è in grado di adoperare la magia. Oltre a Sargon e Varham fanno parte del gruppo Artaban, Menolias, Neith, Orod, Radjen e Anahita.
- Thomyris: Regina di Persia, è in realtà un'usurpatrice poiché trent'anni prima degli eventi del gioco ha ucciso il legittimo re Dario e impedito che suo figlio Varham diventasse re; questo ha causato la sparizione del dio Simurgh e la maledizione del regno di Persia.
- Ghassan: figlio di Thomyris, all'inizio del gioco viene incoronato principe di Persia; tuttavia la sua saggezza e il suo senso dell'onore lo porteranno a rinunciare al titolo dopo aver scoperto la verità.
- Re Dario: leggendario sovrano della Persia, viene ucciso da Thomyris trent'anni prima degli eventi narrati nel gioco; torna in vita sotto forma di spirito per difendere suo figlio da Sargon.
- Simurgh: dio protettore della Persia, è colui che benedice il legittimo Principe di Persia assicurando la prosperità del regno. A causa del tradimento di Thomyris scaglia sulla Persia una grande maledizione e si ritira in cima al Monte Qaf.
- Azdaha: dea del male e nemica giurata di Simurgh, è stata da questi rinchiusa nelle viscere del Monte Qaf. Ha la forma di un gigantesco cobra.
- Alkara: un misterioso uomo anziano che aiuta Sargon nella sua esplorazione del Monte Qaf.
- Fariba, Mage, Kaheva, il Rovistatore: abitanti della Cittadella che aiutano Sargon nella sua missione. Fariba è una bambina che gli fornisce le mappe che ha disegnato nelle sue esplorazioni; sua nonna Mage è una mercantessa che vende a Sargon gli oggetti di cui ha bisogno. Kaheva è una dea nella cui fucina può potenziare le armi di Sargon; il Rovistatore è una creatura mostruosa che gli fornirà preziosi materiali in cambio di rare monete chiamate Serse, che si possono trovare esplorando l'ambiente di gioco.

## Modalità di gioco
Prince of Persia: The Lost Crown presenta una grafica in 2.5D a scorrimento laterale. Il nuovo protagonista Sargon è in grado di saltare, scivolare e muoversi in aria per esplorare il mondo di gioco. 
Il sistema di combattimento si basa sull'utilizzo di due spade: effettuare una parata al momento giusto servirà a caricare la barra di Athra, il potere magico necessario a eseguire mosse speciali denominate Onde di Athra. In seguito si potrà anche adoperare un arco magico e un chakram per attacchi a distanza e per risolvere alcuni enigmi.
Durante il gioco sarà poi possibile equipaggiare i poteri del tempo di Simurgh, da usare sia in combattimento che nelle sessioni di platforming e nella risoluzione di enigmi. Il personaggio può inoltre essere potenziato acquistando nuovo equipaggiamento dai mercanti presenti nel mondo di gioco e per mezzo di talismani rinvenibili durante l'esplorazione.
Il gioco presenta alcuni elementi Metroidvania: il mondo di gioco è pieno di scorciatoie, stanze segrete ed enigmi che il giocatore deve risolvere per poter proseguire. Alcune zone saranno inoltre accessibili solo dopo aver ottenuto i poteri necessari a raggiungerle: per tenere traccia dei progressi, il giocatore può realizzare degli screenshot che compariranno sulla mappa.

## Sviluppo
Prince of Persia: The Lost Crown è stato sviluppato da Ubisoft Montpellier, lo studio che ha realizzato i giochi della serie Rayman. Lo sviluppo del gioco è durato tre anni e mezzo; la colonna sonora è stata realizzata da Gareth Coker e dal compositore iraniano Mentrix. Lo stile del gioco è largamente influenzato dalla mitologia persiana: il direttore del videogioco Mounir Radi ha dichiarato che il team di sviluppo desiderava mettere in luce una mitologia che forse meriterebbe di essere meglio conosciuta, dato che la cultura dell'Antica Persia influenza ancora oggi molte culture. Molti dei nemici del gioco sono creature appartenenti a essa, come la manticora che si affronta come boss di fine livello.
The Lost Crown è il primo gioco della serie a essere pubblicato dal 2010, e il primo a non avere come protagonista il Principe titolare, ma il giovane guerriero Sargon, descritto dagli sviluppatori come "un guerriero giovane e dotato, agile e veloce". La scelta di creare un nuovo protagonista è dovuta al desiderio di rinnovare l'immagine del franchise e adattarla agli standard odierni.
Pur facendo parte della serie Prince of Persia ed essendo ambientato nel suo universo, The Lost Crown è una storia originale. I poteri del tempo visti in Prince of Persia: Le sabbie del tempo sono presenti, ma sono utilizzati dai nemici e non dal protagonista.
Il 17 settembre 2024 è stato pubblicato The Mask of Darkness, un DLC a pagamento che include circa due ore di gioco aggiuntive, una nuova trama ambientata durante gli eventi del gioco principale, un nuovo bioma denominato Spazio mentale di Radjen e alcuni elementi di gameplay.

## Accoglienza
Secondo l'aggregatore Metacritic, Prince of Persia: The Lost Crown ha ottenuto recensioni "generalmente favorevoli"; tuttavia, al lancio avrebbe venduto solo 300.000 copie. La Ubisoft si è comunque detta soddisfatta dell'accoglienza riservata al gioco.
A Ottobre 2024 la Ubisoft ha comunicato la cessazione del supporto a The Lost Crown, lo scioglimento del team creativo e l'interruzione dello sviluppo dei suoi sequel, dichiarando il progetto definitivamente chiuso.